# Locking (Somerset)
Locking est une paroisse civile et un village du Somerset, en Angleterre.